# Pál Schmitt
Dans le nom hongrois Schmitt Pál, le nom de famille précède le prénom, mais cet article utilise l’ordre habituel en français Pál Schmitt, où le prénom précède le nom.
Pour les articles homonymes, voir Schmitt.
Pál Schmitt ([ˈpaːl], [ˈʃmit]), né le 13 mai 1942 à Budapest, est un sportif, diplomate et homme d'État hongrois, président de la République de 2010 à 2012.
Escrimeur de haut niveau, il obtient deux médailles d'or lors des Jeux olympiques de 1968 et de 1972 ainsi que plusieurs autres récompenses sportives. Après une carrière diplomatique, il devient vice-président du Fidesz en 2003, après avoir tenté, sans succès, de se faire élire maire de Budapest. Un an plus tard, en 2004, il est élu député européen sous les couleurs de ce parti puis, en 2010, est élu député à l'Assemblée nationale hongroise, dont il devient le président pour quelques mois seulement puisqu'il est ensuite élu président de la République de Hongrie avec l'appui du Premier ministre Viktor Orbán.
Compromis dans une affaire de plagiat, il doit démissionner le 2 avril 2012, quelques jours après que l'université Semmelweis lui a retiré son doctorat, tout en protestant de son innocence. C'est un proche d'Orbán, János Áder, qui lui succède après un intérim exercé par le président de l'Assemblée nationale, László Kövér.

## Biographie

### Carrière sportive
C'est au cours des années 1960 que Pál Schmitt entame sa carrière sportive dans l'escrime. Il est médaillé d'or olympique en 1968 et 1972.
En 1983, il est nommé secrétaire général du Comité olympique hongrois, avant d'en prendre la direction six ans plus tard, jusqu'en 2010, date de son élection au Parlement hongrois.
Entre 1995 et 1999, Pál Schmitt assume, par ailleurs, la charge de vice-président du Comité international olympique.

#### Palmarès

##### Jeux olympiques
- Médaille d'or à l'épée par équipe en 1968
- Médaille d'or à l'épée par équipe en 1972

##### Championnats du monde
- Médaille de bronze à l'épée par équipe à Montréal en 1967
- Médaille d'argent à l'épée par équipe à L'Avana en 1969
- Médaille d'or à l'épée par équipe à Ankara en 1970
- Médaille d'or à l'épée par équipe à Vienne en 1971
- Médaille d'argent à l'épée par équipe à Goteborg en 1973
- Médaille de bronze à l'épée par équipe à Grenoble en 1974

### Carrière politique
Entre 1983 et 1989, Pál Schmitt est le secrétaire général du Comité olympique hongrois, dont il devient le président en 1989 après la chute du régime communiste. Plus tard, en 1993, il entame une carrière diplomatique après avoir été nommé ambassadeur de la République de Hongrie en Espagne jusqu'en 1997 puis, de 1999 à 2002, en Suisse. 
En 2002, Pál Schmitt commence une carrière politique en présentant sa candidature à l'élection municipale de Budapest, mais il est sèchement battu par le maire sortant Gábor Demszky, malgré le soutien du Fidesz, qui s'était rangé derrière sa candidature. Un an plus tard, malgré cet échec, il est désigné vice-président du parti, sur la proposition de l'ancien Premier ministre Viktor Orbán, dont il devient un proche. 
À la faveur des élections européennes du mois de juin 2004, il est élu député européen pour la Hongrie sous les couleurs du Fidesz ; réélu cinq ans plus tard, lors du scrutin du 7 juin 2009, il est ensuite désigné vice-président du Parlement européen.
Profitant de la large victoire de la droite élections législatives des 11 et 25 avril 2010, Pál Schmitt est élu député et obtient rapidement le soutien d'Orbán pour prendre la présidence de l'Assemblée nationale, un poste stratégique qu'il obtient le 14 mai 2010, quelques semaines avant l'élection présidentielle du 29 juin 2010 pour laquelle il est désigné candidat par la majorité parlementaire, constituée du Fidesz et du KDNP.

### Président de la République

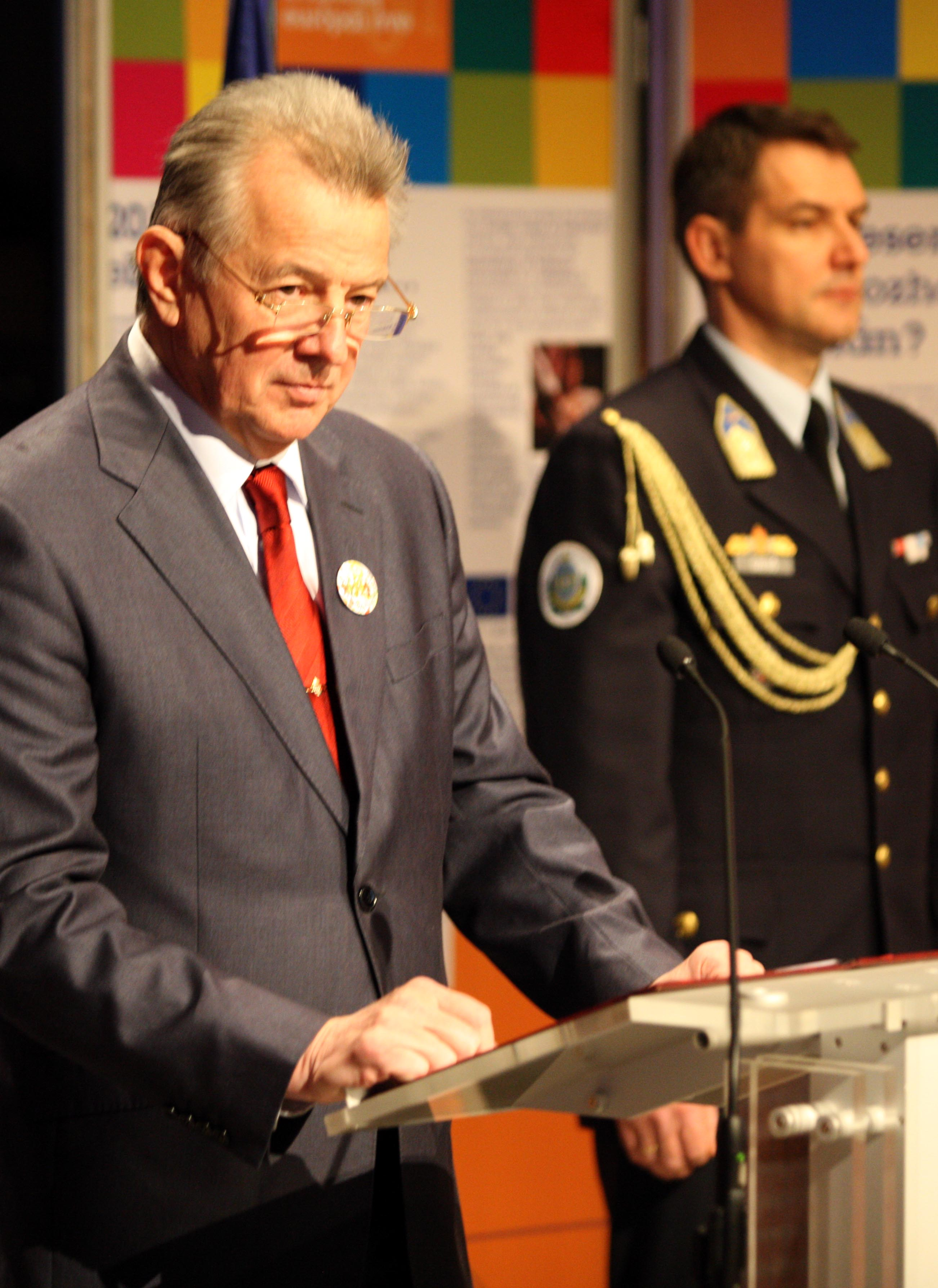
Pál Schmitt en 2011.

Le 29 juin 2010, Pál Schmitt est largement élu président de la République de Hongrie à l'issue du premier tour de l'élection présidentielle, qu'il remporte par 263 voix contre 59 à son unique concurrent, le candidat socialiste et diplomate András Balogh (en). Son élection, une autre victoire pour Viktor Orbán qui a retrouvé le poste de Premier ministre, était néanmoins acquise d'avance,le Fidesz détenant près de la majorité des deux-tiers de l'Assemblée depuis les récentes élections législatives. 
Immédiatement après son élection, Pál Schmitt prévient qu'il voudra « accompagner le gouvernement » dans ses démarches, évitant de faire figure d'« obstacle » à la politique gouvernementale, même s'il promet qu'il travaillera avec sérieux sur le fond de chaque loi. L'opposition ne tarde pas à faire part de ses doutes vis-à-vis de celui qu'elle voit comme un « pantin » manié par le Premier ministre auquel il doit l'ensemble de sa carrière politique.
Il est investi le 6 août suivant durant une cérémonie officielle à l'issue de laquelle son prédécesseur, le respecté László Sólyom, lui transmet ses pouvoirs. Néanmoins, plusieurs partis d'oppositions marquent leur désapprobation en refusant d'assister à l'investiture du président élu.
Le 25 avril 2010, le président Schmitt promulgue la nouvelle et controversée Loi fondamentale de la Hongrie, qui place le pays en porte-à-faux vis-à-vis de l'Union européenne et du Conseil de l'Europe, qui conteste un texte rigide et trop conservateur selon l'appréciation de ces institutions.
En mars 2012, la presse hongroise affirme que, selon de nombreuses sources, la thèse soutenue par Pál Schmitt, rédigée en 1992, ne serait en fait qu'un plagiat d'études antérieures ; son titre de docteur d'université lui est, en conséquence, retiré par l'université Semmelweis. Bien qu'il ait déclaré vouloir conserver ses fonctions, il présente finalement sa démission, qu'il annonce lors d'un discours devant le Parlement, le 2 avril ; c'est le président de la Diète, László Kövér, qui, conformément à la Loi fondamentale approuvée, l'an précédent, par les députés de la majorité conservatrice, doit assumer l'intérim du chef de l'État,,.

### Après sa démission
Pál Schmitt est élu en novembre 2014 Sportif de la Nation (hu), titre que seules douze personnes peuvent porter simultanément comme le titre d'Acteur de la Nation, et qui lui assure une pension mensuelle de 500 000 forints (1 600 euros à l'époque) s'ajoutant à celle d'ancien président de la République qui est de 1 500 000 forints (4 900 euros).
En octobre 2015, il est élu président d'un groupe d'experts européen créé à l'initiative du commissaire européen Tibor Navracsics pour évaluer le rôle du sport dans les relations extérieures de l'Union européenne.

### Vie privée
Il est marié à la gymnaste artistique Katalin Makray.